# Jules Koundé
Jules Olivier Koundé (Parigi, 12 novembre 1998) è un calciatore francese, difensore del Barcellona e della nazionale francese, con cui è diventato vicecampione del mondo nel 2022 e ha vinto la UEFA Nations League 2020-2021.

## Biografia
Sua madre è francese e il padre di origine beninese. È nipote di Charles Tokplé, ex calciatore togolese. È nato a Parigi ed è cresciuto nel piccolo comune di Landiras.
Alla viglia delle elezioni legislative del 2024, ha espresso preoccupazione per il possibile successo del partito di Rassemblement National di Marine Le Pen, assieme ad altri calciatori della nazionale convocati agli europei di Germania 2024, come Kylian Mbappé, Marcus Thuram, Ibrahima Konaté e Ousmane Dembélé. In entrambi i turni elettorali, ha pubblicamente invitato i concittadini a votare contro l'estrema destra per impedire ai suoi candidati di essere eletti.

## Caratteristiche tecniche
È un difensore centrale, non altissimo di statura, ma nonostante ciò si dimostra molto abile nel gioco aereo e in marcatura. Dotato tecnicamente e abile in fase di impostazione, talvolta può essere schierato anche come terzino su entrambe le fasce.

## Carriera

### Club

#### Bordeaux
Cresciuto nelle giovanili del Bordeaux, ha esordito in prima squadra il 13 gennaio 2018 giocando come titolare nel match vinto 1-0 in trasferta contro il Troyes. Un mese più tardi segna la sua prima rete in campionato nella partita interna vinta per 3-2 contro l'Amiens.

#### Siviglia
Il 3 luglio 2019 viene ingaggiato dal Siviglia, per 25 milioni, con cui firma un contratto fino al 30 giugno 2024. Diventando così l'acquisto più costoso nella storia del club andaluso. Il 18 dicembre dello stesso anno, segna la sua prima rete con i biancorossi nella partita di Coppa del Re vinta per 1-0 in trasferta contro il Bergantiños. Il 21 novembre 2020 sigla la sua prima rete in campionato, nella vittoria interna per 4-2 contro il Celta Vigo. Poche settimane più tardi ovvero l'8 dicembre successivo, si ripete nuovamente andando per la prima volta a segno in Champions League, nell'incontro vinto dagli andalusi per 3-1 fuori casa contro il Rennes.

#### Barcellona
Il 28 luglio 2022 il Barcellona comunica di aver trovato un principio di accordo per il trasferimento di Koundé, soggetto al superamento delle visite mediche e alla firma del contratto. Il giorno seguente il trasferimento viene finalizzato. Nella sua prima stagione in blaugrana conquista la supercoppa nazionale ed il 14 maggio 2023 si laurea per la prima volta campione di Spagna, in seguito alla vittoria per 4-2 nel derby contro l'Espanyol, in cui va anche a segno. Vince la Coppa del Re il 26 aprile 2025 segnando contro il Real Madrid nella finale il gol del 3-2 nei tempi supplementari.

### Nazionale
Il 21 marzo del 2018 ha giocato una partita amichevole con la nazionale Under-20 francese, contro i pari età degli Stati Uniti, match vinto per 2-0 dalla Francia.
Nel settembre 2020 fa il suo esordio nella nazionale Under-21 francese dove gioca come titolare, nella gara di qualificazione agli Europei del 2021 vinta per 2-0 in trasferta contro i pari età della Georgia. Il 12 ottobre dello stesso anno, segna la sua prima rete con i Les Bleuets decidendo l'incontro per 1-0 contro la Slovacchia.
Riceve la prima convocazione dalla nazionale maggiore il 18 maggio 2021 venendo inserito nella lista dei convocati per gli Europei. Debutta con la selezione transalpina il 2 giugno seguente nel successo per 3-0 in amichevole contro il Galles.
Viene convocato per giocare nella Coppa del Mondo Qatar 2022, e poi nell'Europeo Germania 2024 dove, nei quarti di finale contro il Portogallo con la partita che finisce a reti inviolate, la Francia vince per 5-3 ai rigori con Koundé come terzo calciatore francese che segna dal dischetto.

## Statistiche

### Presenze e reti nei club
Statistiche aggiornate al 16 gennaio 2025.
| Stagione          | Squadra           | Campionato        | Campionato | Campionato | Coppe nazionali | Coppe nazionali | Coppe nazionali | Coppe continentali | Coppe continentali | Coppe continentali | Altre coppe | Altre coppe | Altre coppe | Totale | Totale | Totale |
| Stagione          | Squadra           | Comp              | Pres       | Reti       | Comp            | Pres            | Reti            | Comp               | Pres               | Reti               | Comp        | Pres        | Reti        | Pres   | Reti   |        |
| ----------------- | ----------------- | ----------------- | ---------- | ---------- | --------------- | --------------- | --------------- | ------------------ | ------------------ | ------------------ | ----------- | ----------- | ----------- | ------ | ------ | ------ |
| 2015-2016         | Bordeaux 2        | CFA               | 8          | 0          | -               | -               | -               | -                  | -                  | -                  | -           | -           | -           | 8      | 0      |        |
| 2016-2017         | Bordeaux 2        | CFA 2             | 15         | 1          | -               | -               | -               | -                  | -                  | -                  | -           | -           | -           | 15     | 1      |        |
| 2017-2018         | Bordeaux 2        | CFA 2             | 7          | 0          | -               | -               | -               | -                  | -                  | -                  | -           | -           | -           | 7      | 0      |        |
| Totale Bordeaux 2 | Totale Bordeaux 2 | Totale Bordeaux 2 | 30         | 1          |                 | -               | -               |                    | -                  | -                  |             | -           | -           | 30     | 1      |        |
| 2017-2018         | Bordeaux          | L1                | 18         | 2          | CF+CdL          | 1+0             | 0               | -                  | -                  | -                  | -           | -           | -           | 19     | 2      |        |
| 2018-2019         | Bordeaux          | L1                | 37         | 0          | CF+CdL          | 1+3             | 0               | UEL                | 10                 | 2                  | -           | -           | -           | 51     | 2      |        |
| Totale Bordeaux   | Totale Bordeaux   | Totale Bordeaux   | 55         | 2          |                 | 5               | 0               |                    | 10                 | 2                  |             | -           | -           | 70     | 4      |        |
| 2019-2020         | Siviglia          | PD                | 29         | 1          | CR              | 2               | 1               | UEL                | 9                  | 0                  | -           | -           | -           | 40     | 2      |        |
| 2020-2021         | Siviglia          | PD                | 34         | 2          | CR              | 7               | 1               | UCL                | 7                  | 1                  | SU          | 1           | 0           | 49     | 4      |        |
| 2021-2022         | Siviglia          | PD                | 32         | 2          | CR              | 3               | 1               | UCL+UEL            | 5+4                | 0+0                | -           | -           | -           | 44     | 3      |        |
| Totale Siviglia   | Totale Siviglia   | Totale Siviglia   | 95         | 5          |                 | 12              | 3               |                    | 25                 | 1                  |             | 1           | 0           | 133    | 9      |        |
| 2022-2023         | Barcellona        | PD                | 29         | 1          | CR              | 4               | 0               | UCL+UEL            | 3+2                | 0                  | SS          | 2           | 0           | 40     | 1      |        |
| 2023-2024         | Barcellona        | PD                | 35         | 1          | CR              | 3               | 1               | UCL                | 8                  | 0                  | SS          | 2           | 0           | 48     | 2      |        |
| 2024-2025         | Barcellona        | PD                | 32         | 2          | CR              | 6               | 2               | UCL                | 13                 | 0                  | SS          | 2           | 0           | 53     | 4      |        |
| Totale Barcelona  | Totale Barcelona  | Totale Barcelona  | 96         | 4          |                 | 13              | 3               |                    | 20                 | 0                  |             | 6           | 0           | 141    | 7      |        |
| Totale carriera   | Totale carriera   | Totale carriera   | 276        | 12         |                 | 30              | 6               |                    | 55                 | 3                  |             | 7           | 0           | 374    | 21     |        |

### Cronologia presenze e reti in nazionale
| Cronologia completa delle presenze e delle reti in nazionale ― Francia | Cronologia completa delle presenze e delle reti in nazionale ― Francia | Cronologia completa delle presenze e delle reti in nazionale ― Francia | Cronologia completa delle presenze e delle reti in nazionale ― Francia | Cronologia completa delle presenze e delle reti in nazionale ― Francia | Cronologia completa delle presenze e delle reti in nazionale ― Francia | Cronologia completa delle presenze e delle reti in nazionale ― Francia | Cronologia completa delle presenze e delle reti in nazionale ― Francia |
| Data                                                                   | Città                                                                  | In casa                                                                | Risultato                                                              | Ospiti                                                                 | Competizione                                                           | Reti                                                                   | Note                                                                   |
| ---------------------------------------------------------------------- | ---------------------------------------------------------------------- | ---------------------------------------------------------------------- | ---------------------------------------------------------------------- | ---------------------------------------------------------------------- | ---------------------------------------------------------------------- | ---------------------------------------------------------------------- | ---------------------------------------------------------------------- |
| 2-6-2021                                                               | Nizza                                                                  | Francia                                                                | 3 – 0                                                                  | Galles                                                                 | Amichevole                                                             | -                                                                      | 46’                                                                    |
| 23-6-2021                                                              | Budapest                                                               | Portogallo                                                             | 2 – 2                                                                  | Francia                                                                | Euro 2020 - 1º turno                                                   | -                                                                      |                                                                        |
| 1-9-2021                                                               | Strasburgo                                                             | Francia                                                                | 1 – 1                                                                  | Bosnia ed Erzegovina                                                   | Qual. Mondiali 2022                                                    | -                                                                      | 51’                                                                    |
| 7-10-2021                                                              | Torino                                                                 | Belgio                                                                 | 2 – 3                                                                  | Francia                                                                | UEFA Nations League 2020-2021 - Semifinale                             | -                                                                      |                                                                        |
| 10-10-2021                                                             | Milano                                                                 | Spagna                                                                 | 1 – 2                                                                  | Francia                                                                | UEFA Nations League 2020-2021 - Finale                                 | -                                                                      | 55’                                                                    |
| 13-11-2021                                                             | Parigi                                                                 | Francia                                                                | 8 – 0                                                                  | Kazakistan                                                             | Qual. Mondiali 2022                                                    | -                                                                      |                                                                        |
| 16-11-2021                                                             | Helsinki                                                               | Finlandia                                                              | 0 – 2                                                                  | Francia                                                                | Qual. Mondiali 2022                                                    | -                                                                      | 57’                                                                    |
| 25-3-2022                                                              | Marsiglia                                                              | Francia                                                                | 2 – 1                                                                  | Costa d'Avorio                                                         | Amichevole                                                             | -                                                                      |                                                                        |
| 29-3-2022                                                              | Villeneuve-d'Ascq                                                      | Francia                                                                | 5 – 0                                                                  | Sudafrica                                                              | Amichevole                                                             | -                                                                      | 80’                                                                    |
| 3-6-2022                                                               | Saint-Denis                                                            | Francia                                                                | 1 – 2                                                                  | Danimarca                                                              | UEFA Nations League 2022-2023 - 1º turno                               | -                                                                      | 90+2’                                                                  |
| 13-6-2022                                                              | Saint-Denis                                                            | Francia                                                                | 0 – 1                                                                  | Croazia                                                                | UEFA Nations League 2022-2023 - 1º turno                               | -                                                                      | 46’                                                                    |
| 22-9-2022                                                              | Saint-Denis                                                            | Francia                                                                | 2 – 0                                                                  | Austria                                                                | UEFA Nations League 2022-2023 - 1º turno                               | -                                                                      | 23’                                                                    |
| 22-11-2022                                                             | Al Wakrah                                                              | Francia                                                                | 4 – 1                                                                  | Australia                                                              | Mondiali 2022 - 1º turno                                               | -                                                                      | 89’                                                                    |
| 26-11-2022                                                             | Doha                                                                   | Francia                                                                | 2 – 1                                                                  | Danimarca                                                              | Mondiali 2022 - 1º turno                                               | -                                                                      | 43’                                                                    |
| 4-12-2022                                                              | Doha                                                                   | Francia                                                                | 3 – 1                                                                  | Polonia                                                                | Mondiali 2022 - Ottavi di finale                                       | -                                                                      | 90+3’                                                                  |
| 10-12-2022                                                             | Al Khor                                                                | Inghilterra                                                            | 1 – 2                                                                  | Francia                                                                | Mondiali 2022 - Quarti di finale                                       | -                                                                      |                                                                        |
| 14-12-2022                                                             | Al Khor                                                                | Francia                                                                | 2 – 0                                                                  | Marocco                                                                | Mondiali 2022 - Semifinale                                             | -                                                                      |                                                                        |
| 18-12-2022                                                             | Lusail                                                                 | Argentina                                                              | 3 – 3 dts (4 – 2 dtr)                                                  | Francia                                                                | Mondiali 2022 - Finale                                                 | -                                                                      | 120+1’                                                                 |
| 24-3-2023                                                              | Saint-Denis                                                            | Francia                                                                | 4 – 0                                                                  | Paesi Bassi                                                            | Qual. Euro 2024                                                        | -                                                                      |                                                                        |
| 27-3-2023                                                              | Dublino                                                                | Irlanda                                                                | 0 – 1                                                                  | Francia                                                                | Qual. Euro 2024                                                        | -                                                                      | 81’                                                                    |
| 19-6-2023                                                              | Saint-Denis                                                            | Francia                                                                | 1 – 0                                                                  | Grecia                                                                 | Qual. Euro 2024                                                        | -                                                                      |                                                                        |
| 7-9-2023                                                               | Parigi                                                                 | Francia                                                                | 2 – 0                                                                  | Irlanda                                                                | Qual. Euro 2024                                                        | -                                                                      | 89’                                                                    |
| 12-9-2023                                                              | Dortmund                                                               | Germania                                                               | 2 – 1                                                                  | Francia                                                                | Amichevole                                                             | -                                                                      | 65’                                                                    |
| 21-11-2023                                                             | Atene                                                                  | Grecia                                                                 | 2 – 2                                                                  | Francia                                                                | Qual. Euro 2024                                                        | -                                                                      | 64’                                                                    |
| 23-3-2024                                                              | Lione                                                                  | Francia                                                                | 0 – 2                                                                  | Germania                                                               | Amichevole                                                             | -                                                                      | 61’                                                                    |
| 26-3-2024                                                              | Marsiglia                                                              | Francia                                                                | 3 – 2                                                                  | Cile                                                                   | Amichevole                                                             | -                                                                      | 11’                                                                    |
| 5-6-2024                                                               | Metz                                                                   | Francia                                                                | 3 – 0                                                                  | Lussemburgo                                                            | Amichevole                                                             | -                                                                      | 64’                                                                    |
| 9-6-2024                                                               | Bordeaux                                                               | Francia                                                                | 0 – 0                                                                  | Canada                                                                 | Amichevole                                                             | -                                                                      |                                                                        |
| 17-6-2024                                                              | Düsseldorf                                                             | Austria                                                                | 0 – 1                                                                  | Francia                                                                | Euro 2024 - 1º turno                                                   | -                                                                      |                                                                        |
| 21-6-2024                                                              | Lipsia                                                                 | Paesi Bassi                                                            | 0 – 0                                                                  | Francia                                                                | Euro 2024 - 1º turno                                                   | -                                                                      |                                                                        |
| 25-6-2024                                                              | Dortmund                                                               | Francia                                                                | 1 – 1                                                                  | Polonia                                                                | Euro 2024 - 1º turno                                                   | -                                                                      |                                                                        |
| 1-7-2024                                                               | Düsseldorf                                                             | Francia                                                                | 1 – 0                                                                  | Belgio                                                                 | Euro 2024 - Ottavi di finale                                           | -                                                                      |                                                                        |
| 5-7-2024                                                               | Amburgo                                                                | Portogallo                                                             | 0 – 0 dts (3 – 5 dtr)                                                  | Francia                                                                | Euro 2024 - Quarti di finale                                           | -                                                                      |                                                                        |
| 9-7-2024                                                               | Monaco di Baviera                                                      | Spagna                                                                 | 2 – 1                                                                  | Francia                                                                | Euro 2024 - Semifinale                                                 | -                                                                      |                                                                        |
| 6-9-2024                                                               | Parigi                                                                 | Francia                                                                | 1 – 3                                                                  | Italia                                                                 | UEFA Nations League 2024-2025 - 1º turno                               | -                                                                      | 77’                                                                    |
| 9-9-2024                                                               | Lione                                                                  | Francia                                                                | 2 – 0                                                                  | Belgio                                                                 | UEFA Nations League 2024-2025 - 1º turno                               | -                                                                      |                                                                        |
| 10-10-2024                                                             | Budapest                                                               | Israele                                                                | 1 – 4                                                                  | Francia                                                                | UEFA Nations League 2024-2025 - 1º turno                               | -                                                                      |                                                                        |
| 14-10-2024                                                             | Bruxelles                                                              | Belgio                                                                 | 1 – 2                                                                  | Francia                                                                | UEFA Nations League 2024-2025 - 1º turno                               | -                                                                      |                                                                        |
| 14-11-2024                                                             | Saint-Denis                                                            | Francia                                                                | 0 – 0                                                                  | Israele                                                                | UEFA Nations League 2024-2025 - 1º turno                               | -                                                                      |                                                                        |
| 17-11-2024                                                             | Milano                                                                 | Italia                                                                 | 1 – 3                                                                  | Francia                                                                | UEFA Nations League 2024-2025 - 1º turno                               | -                                                                      | 82’                                                                    |
| 20-3-2025                                                              | Spalato                                                                | Croazia                                                                | 2 – 0                                                                  | Francia                                                                | UEFA Nations League 2024-2025 - Quarti di finale                       | -                                                                      |                                                                        |
| 23-3-2025                                                              | Saint-Denis                                                            | Francia                                                                | 2 – 0 dts (5 – 4 dtr)                                                  | Croazia                                                                | UEFA Nations League 2024-2025 - Quarti di finale                       | -                                                                      |                                                                        |
| Totale                                                                 |                                                                        | Presenze                                                               | 42                                                                     |                                                                        | Reti                                                                   | 0                                                                      |                                                                        |

| Cronologia completa delle presenze e delle reti in nazionale ― Francia under 21 | Cronologia completa delle presenze e delle reti in nazionale ― Francia under 21 | Cronologia completa delle presenze e delle reti in nazionale ― Francia under 21 | Cronologia completa delle presenze e delle reti in nazionale ― Francia under 21 | Cronologia completa delle presenze e delle reti in nazionale ― Francia under 21 | Cronologia completa delle presenze e delle reti in nazionale ― Francia under 21 | Cronologia completa delle presenze e delle reti in nazionale ― Francia under 21 | Cronologia completa delle presenze e delle reti in nazionale ― Francia under 21 |
| Data                                                                            | Città                                                                           | In casa                                                                         | Risultato                                                                       | Ospiti                                                                          | Competizione                                                                    | Reti                                                                            | Note                                                                            |
| ------------------------------------------------------------------------------- | ------------------------------------------------------------------------------- | ------------------------------------------------------------------------------- | ------------------------------------------------------------------------------- | ------------------------------------------------------------------------------- | ------------------------------------------------------------------------------- | ------------------------------------------------------------------------------- | ------------------------------------------------------------------------------- |
| 4-9-2020                                                                        | Gori                                                                            | Georgia under 21                                                                | 0 – 2                                                                           | Francia under 21                                                                | Qual. Europeo Under-21 2021                                                     | -                                                                               |                                                                                 |
| 7-9-2020                                                                        | Sumqayıt                                                                        | Azerbaigian under 21                                                            | 1 – 2                                                                           | Francia under 21                                                                | Qual. Europeo Under-21 2021                                                     | -                                                                               |                                                                                 |
| 8-10-2020                                                                       | Strasburgo                                                                      | Francia under 21                                                                | 5 – 0                                                                           | Liechtenstein under 21                                                          | Qual. Europeo Under-21 2021                                                     | -                                                                               | 64’                                                                             |
| 12-10-2020                                                                      | Strasburgo                                                                      | Francia under 21                                                                | 1 – 0                                                                           | Slovacchia under 21                                                             | Qual. Europeo Under-21 2021                                                     | 1                                                                               |                                                                                 |
| 16-11-2020                                                                      | Caen                                                                            | Francia under 21                                                                | 3 – 1                                                                           | Svizzera under 21                                                               | Qual. Europeo Under-21 2021                                                     | -                                                                               |                                                                                 |
| 25-3-2021                                                                       | Szombathely                                                                     | Francia under 21                                                                | 0 – 1                                                                           | Danimarca under 21                                                              | Europeo Under-21 2021 - 1º turno                                                | -                                                                               |                                                                                 |
| 28-3-2021                                                                       | Szombathely                                                                     | Russia under 21                                                                 | 0 – 2                                                                           | Francia under 21                                                                | Europeo Under-21 2021 - 1º turno                                                | -                                                                               | cap.                                                                            |
| 31-3-2021                                                                       | Győr                                                                            | Islanda under 21                                                                | 0 – 2                                                                           | Francia under 21                                                                | Europeo Under-21 2021 - 1º turno                                                | -                                                                               |                                                                                 |
| Totale                                                                          |                                                                                 | Presenze                                                                        | 8                                                                               |                                                                                 | Reti                                                                            | 1                                                                               |                                                                                 |

| Cronologia completa delle presenze e delle reti in nazionale ― Francia under 20 | Cronologia completa delle presenze e delle reti in nazionale ― Francia under 20 | Cronologia completa delle presenze e delle reti in nazionale ― Francia under 20 | Cronologia completa delle presenze e delle reti in nazionale ― Francia under 20 | Cronologia completa delle presenze e delle reti in nazionale ― Francia under 20 | Cronologia completa delle presenze e delle reti in nazionale ― Francia under 20 | Cronologia completa delle presenze e delle reti in nazionale ― Francia under 20 | Cronologia completa delle presenze e delle reti in nazionale ― Francia under 20 |
| Data                                                                            | Città                                                                           | In casa                                                                         | Risultato                                                                       | Ospiti                                                                          | Competizione                                                                    | Reti                                                                            | Note                                                                            |
| ------------------------------------------------------------------------------- | ------------------------------------------------------------------------------- | ------------------------------------------------------------------------------- | ------------------------------------------------------------------------------- | ------------------------------------------------------------------------------- | ------------------------------------------------------------------------------- | ------------------------------------------------------------------------------- | ------------------------------------------------------------------------------- |
| 21-3-2018                                                                       | Murcia                                                                          | Francia under 20                                                                | 2 – 0                                                                           | Stati Uniti under 20                                                            | Amichevole                                                                      | -                                                                               |                                                                                 |
| Totale                                                                          |                                                                                 | Presenze                                                                        | 1                                                                               |                                                                                 | Reti                                                                            | 0                                                                               |                                                                                 |

## Palmarès

### Club

#### Competizioni nazionali
- Supercoppa di Spagna: 2

Barcellona: 2023, 2025
- Campionato spagnolo: 2

Barcellona: 2022-2023, 2024-2025
- Coppa di Spagna: 1

Barcellona: 2024-2025

#### Competizioni internazionali
- UEFA Europa League: 1

Siviglia: 2019-2020

### Nazionale
- UEFA Nations League: 1

2020-2021

### Individuale
- Squadra della stagione della UEFA Europa League: 1

2019-20